# Joanda
Joanda és un cantautor d'Occitània, difusor del moviment occitanista.
Nascut a Besièrs, el Llenguadoc, en Joanda és un músic que compon tot mesclant els instruments més tradicionals d'Occitània, com la viola de roda, amb altres de més contemporanis.
De ben petit, ja havia sentit a casa seva música de tota mena: clàssica, pop-rock, i de totes les menes. Als 18 anys, descobreix una guitarra que son pare havia comprat per a sa mare, i comença a compondre les primeres notes.
És hereu de la Nova cançó occitana, i la seva llengua és l'occità. És la llengua en què té la necessitat de compondre: Com bé diu, "Els artistes de la Nova cançó occitana m'han llegat la set de llibertat que hi ha en les meves lletres. En cadascuna de les meves cançons, o gairebé, hi trobo la força de la inspiració que m'empeny a cantar en occità la llibertat, la fam i l'enveja. Els dec els meus instints més profunds de crear".
De moment, té dos discos al mercat i ha fet força actuacions i concerts amb el seu grup, en sales regionals i festivals occitans.
A part de compondre en occità, promou la seva llengua als quatre vents, de totes les maneres possibles: organitza manifestacions culturals, concerts, conferències, productes audiovisuals d'animació, ràdios, revistes... És, també, professor d'occità, i un dels socis fundadors del Med'Òc i de Gardarem la Tèrra.

## Discografia
- Register (2009)
- Entre 2 Mondes (2013)